# Ludwig XII.

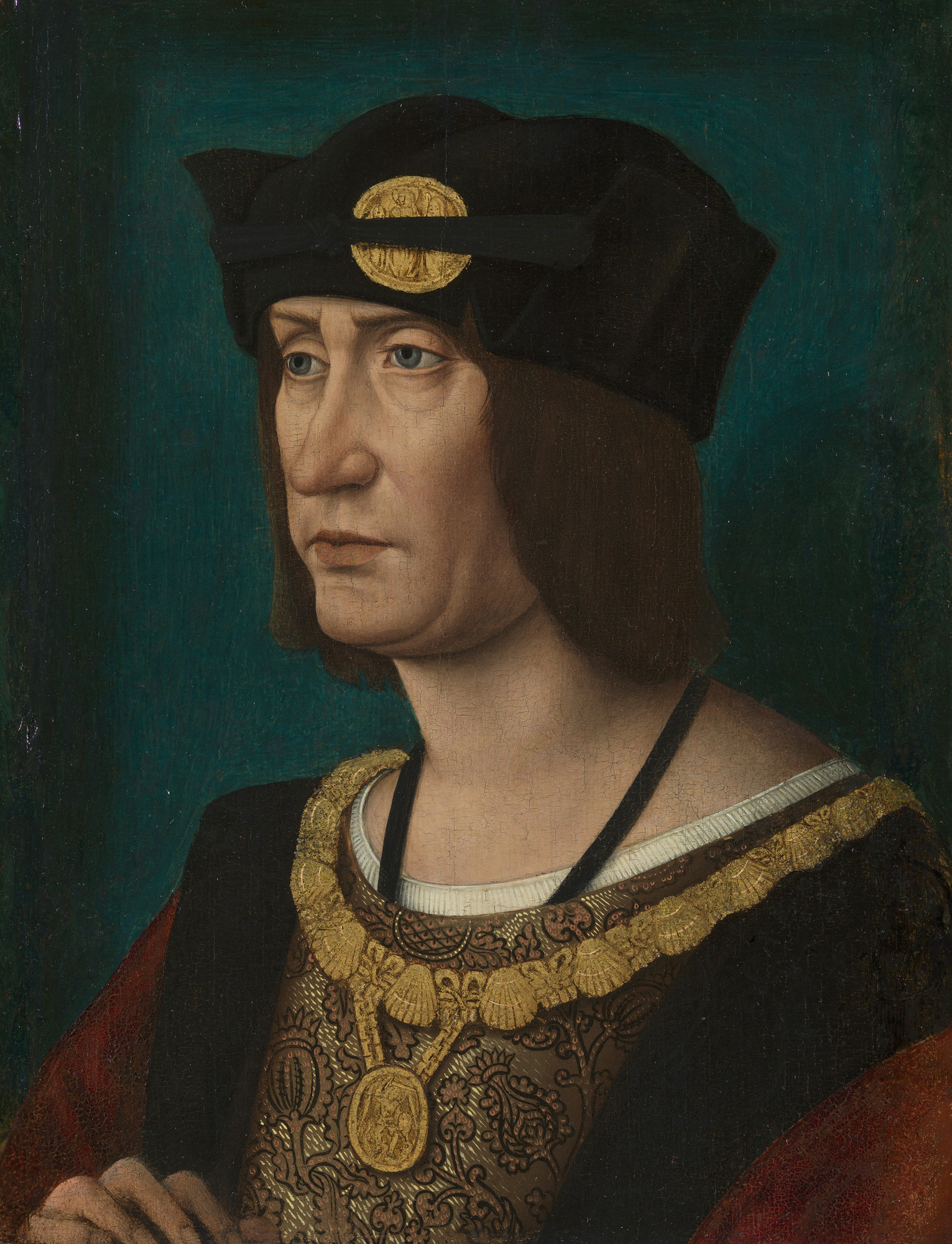
Ludwig XII.

Ludwig XII. (* 27. Juni 1462 auf Schloss Blois; † 1. Januar 1515 im Hôtel des Tournelles, Paris) war von 1498 bis 1515 König von Frankreich und  ein Angehöriger des Hauses Valois-Orléans, einer Nebenlinie des Hauses Valois.
Der fortwirkende Beiname Ludwigs XII. war und ist „père du peuple“, „Vater des Volkes“. Dies geht auf eine Versammlung von Deputierten der Städte in Tours 1506 zurück, als ihm die ehrende Bezeichnung durch den spontanen Ausruf eines Untertanen angetragen war.

## Herkunft
Ludwig XII. war der spätgeborene einzige Sohn von Karl, Herzog von Orléans, und dessen dritter Gattin Maria von Kleve. Er war Urenkel von König Karl V. und Enkel von dessen jüngerem Sohn Ludwig von Orléans, dem Stammvater des Hauses Valois-Orléans, einer Nebenlinie der Dynastie der Valois. Wesentlich für seine Herkunft und sein Leben war ferner die Abkunft der Orléans von Valentina Visconti, da sie einen 1450 durch Francesco I. Sforza usurpierten Erbanspruch auf das Herzogtum Mailand begründete.

## Leben

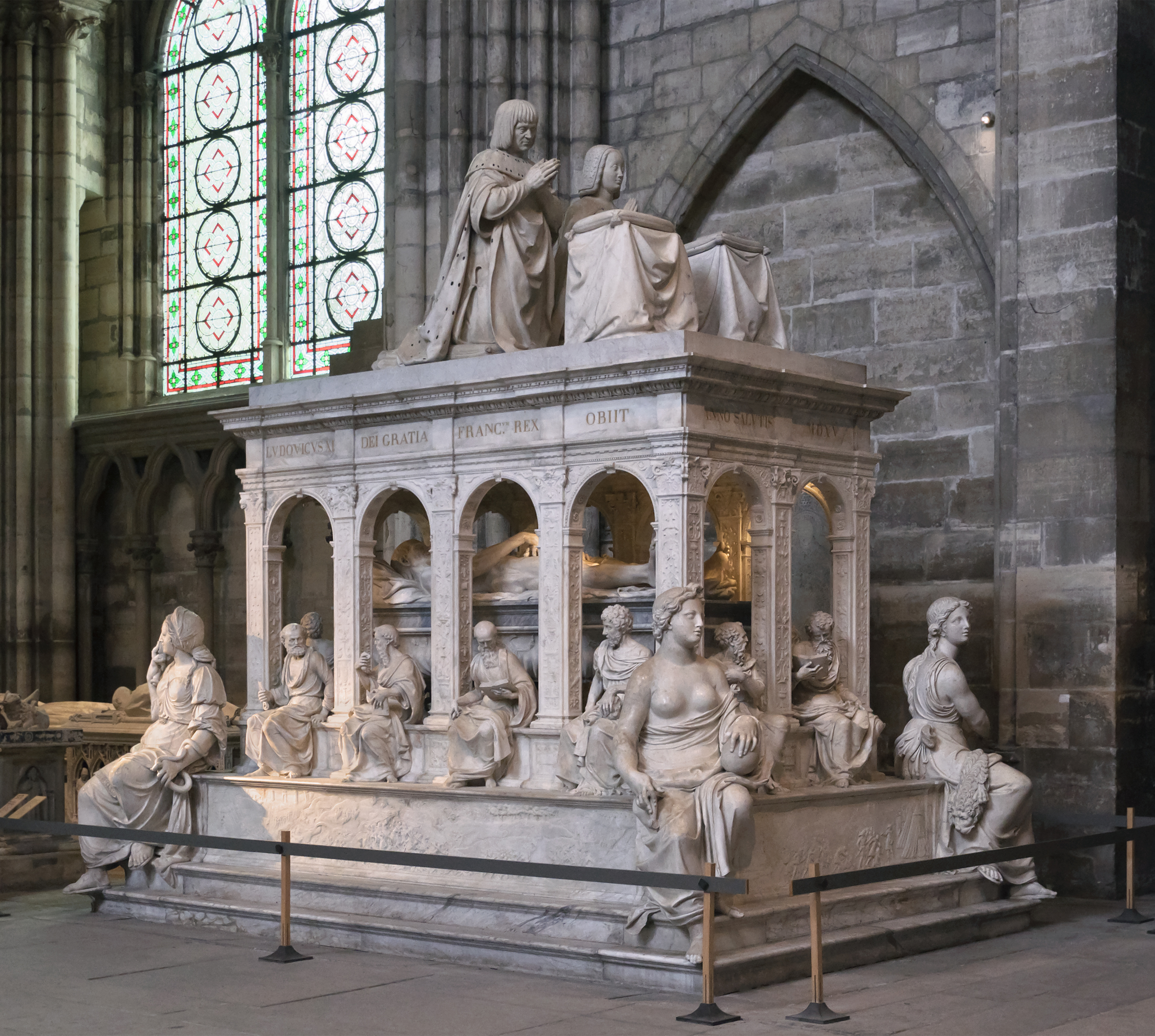
Grab von Ludwig XII. und der Anne de Bretagne

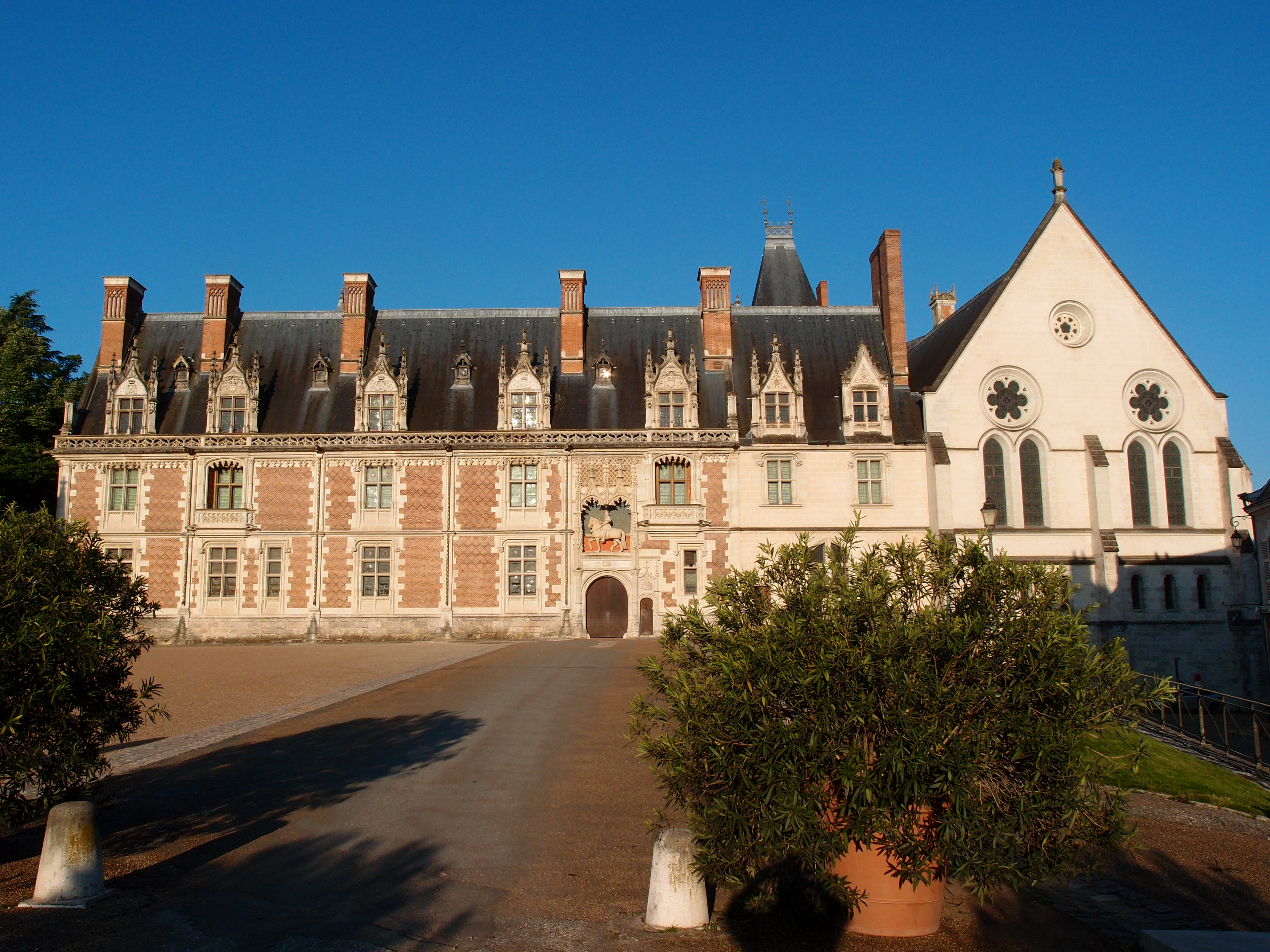
Vorderansicht des Ludwig-Flügels von Schloss Blois

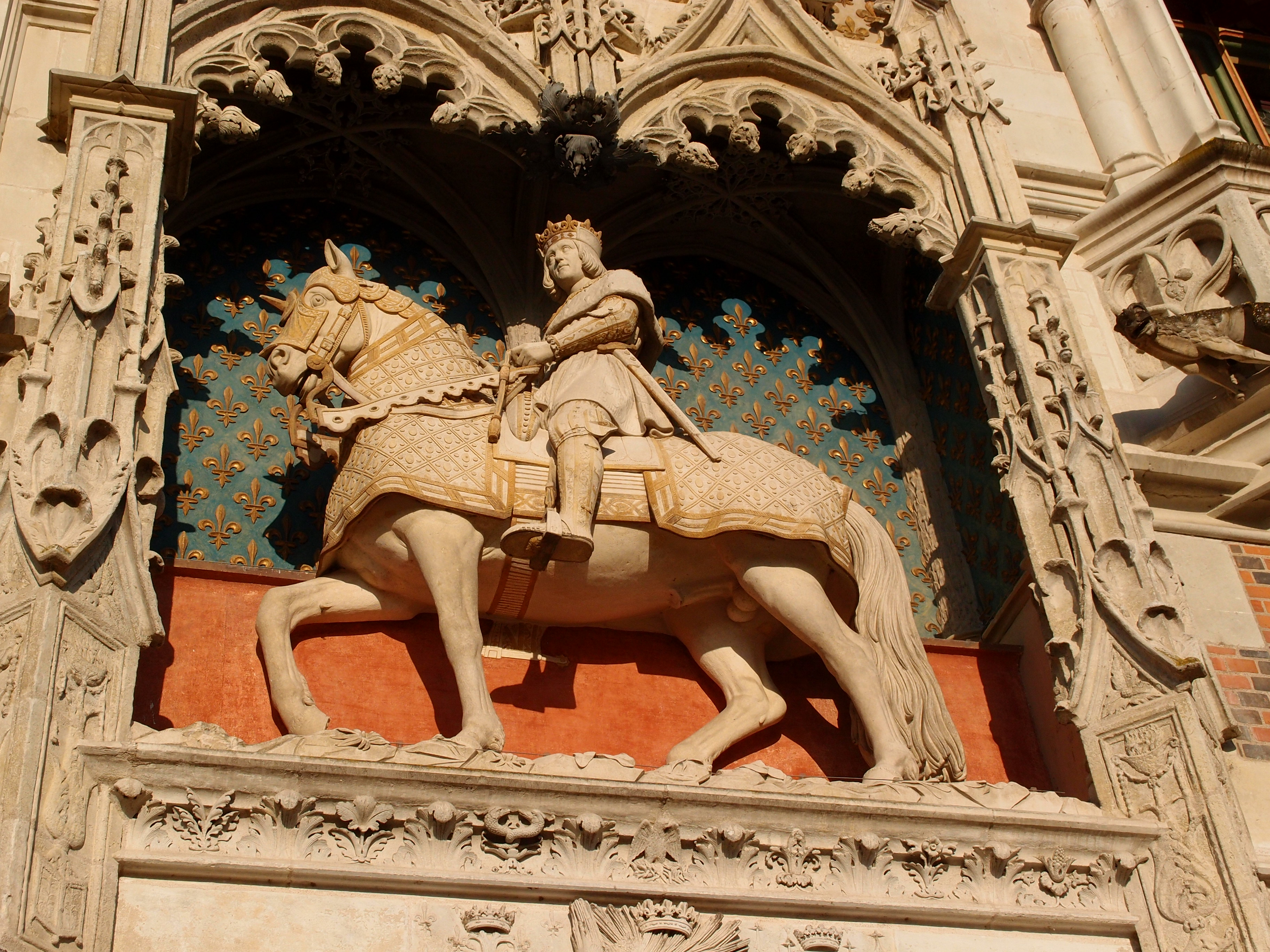
Reiterstandbild Ludwigs über dem Portal von Schloss Blois

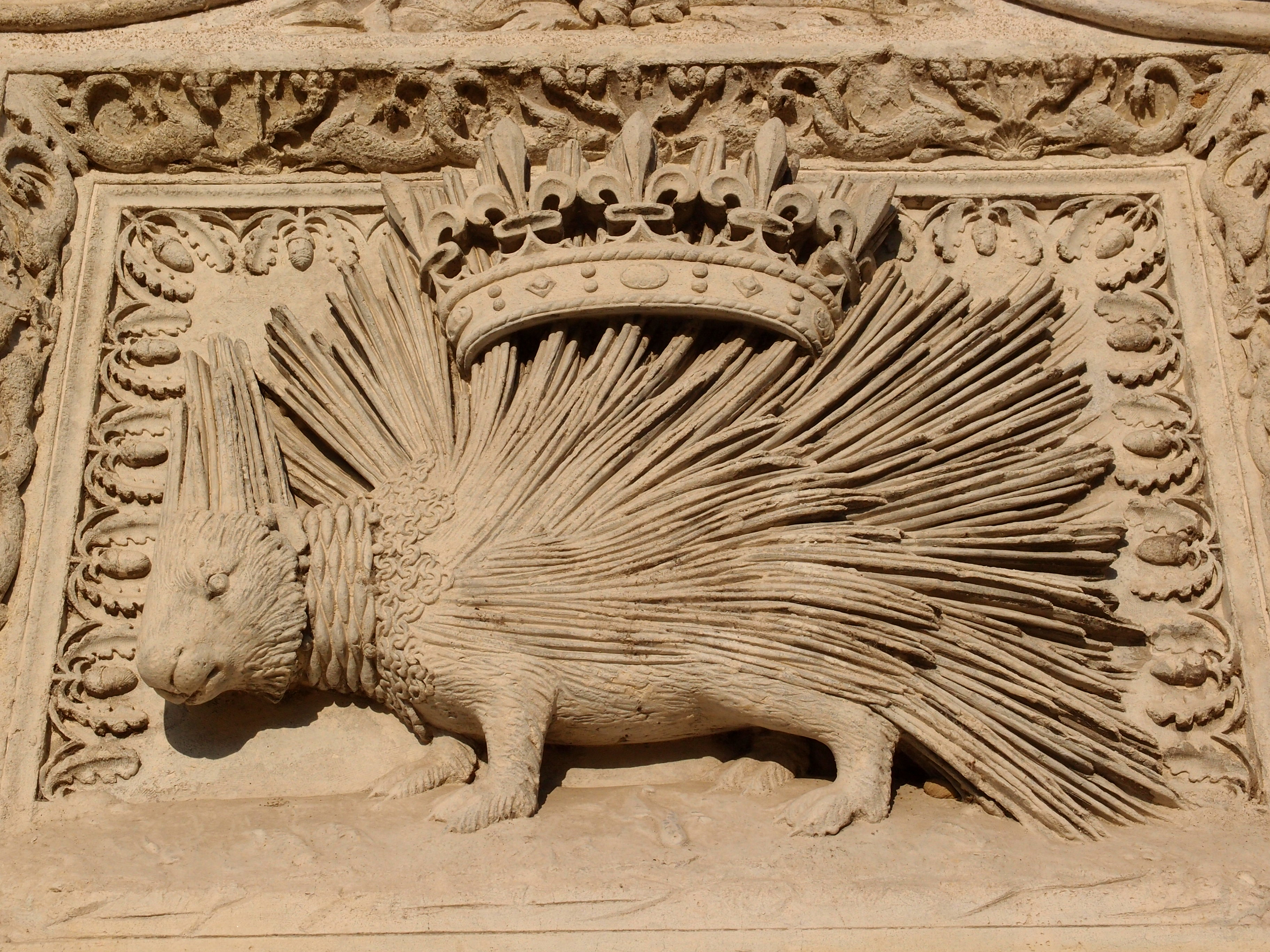
Stachelschwein, das Wappentier Ludwigs, über einem Eingang von Schloss Blois

### Opfer und Rebell unter Ludwig XI. und Karl VIII. von Frankreich (1476–1498)
Gemäß dem Willen von König Ludwig XI., der die Nebenlinie auszulöschen versuchte oder möglicherweise einen Konkurrenten für seinen 1470 geborenen Sohn, den späteren Karl VIII. (einem Neffen 3. Grades Ludwigs XII.), witterte, genoss Ludwig keine gute Erziehung und zeigte sich als junger Mann gewalttätig und verschwenderisch. Die am 8. September 1476 geschlossene dekretierte Ehe mit Jeanne de France zielte ebenfalls auf die Austilgung der Linie, da die Königstochter unansehnlich und vermutlich gebärunfähig war.
Nach dem Tod Ludwigs XI. (1483) beanspruchte Louis d’Orléans die Regentschaft für den 13-jährigen Karl, scheiterte jedoch vor der Generalständeversammlung von 1484 gegenüber Anne de Beaujeu, der Königsschwester. Seinen Hort fand er in der Adelsopposition an der Seite Franz’ II. von Bretagne, ehe im sogenannten „verrückten Krieg“ (Guerre folle) die Bretonen scheiterten und ihren Unterstützer 1488 nach der Schlacht von Saint-Aubin-du-Cormier in Gefangenschaft sahen. Er wurde 1491 rehabilitiert.
Als Karl VIII. von Frankreich 1494/95 Krieg um Neapel führte und von Lodovico Sforza, seinem einstmaligen Bundesgenossen, verraten worden war, geriet Louis d’Orléans im Herbst 1495 in Bedrängnis: Während der König auf dem Rückmarsch Richtung Norden durchzubrechen versuchte, war Louis nach dem Versuch, gegen Mailand vorzustoßen und seine Erbrechte einzufordern, in Novara eingekreist. Mit dem Waffenstillstand von Vercelli vom Oktober 1495 zog auch er nach Frankreich ab, musste jedoch einmal mehr auf Revanche gegen Mailand sinnen.

### König von Frankreich (1498–1515)
Mit den Worten „Der König von Frankreich rächt sich nicht am Unrecht, das dem Herzog von Orléans angetan wurde“ amnestierte Ludwig auf seiner Krönungsmesse in Reims im Mai 1498 faktisch die Figuren alter Hofrivalitäten, nachdem Karl VIII. im April des Jahres jung verstorben war.
Kaum an die Regierung gelangt, machte Ludwig XII. die Ansprüche auf Mailand geltend. Er verbündete sich bis zum Frühjahr 1499 mit Papst Alexander VI. und der Republik Venedig, brachte die Schweizer auf seine Seite und lenkte den römisch-deutschen König Maximilian, der seit 1494 mit Lodovico Sforza verschwägert war, ab. Umtriebigkeiten am Niederrhein mit dem Herzog von Kleve, ein Separatfriede mit Philipp dem Schönen von Burgund und die Unterstützung des so genannten Schwaben- und Schweizerkrieges taten ein Übriges: Die Macht der Sforza brach unter einem Stoß bis zum Frühherbst 1499 zusammen und wich endgültig, als bis zum April 1500 eine Rebellion gegen die französische Besatzung und ihre Unterstützung durch alte Sforza-Adhärenten niedergeworfen war (siehe auch Italienische Kriege).
Das Bündnis mit Alexander VI. hatte 1499 die Annullierung der Ehe mit Jeanne de France erbracht und den päpstlichen Dispens für eine Ehe mit der Witwe Karls VIII. Anne de Bretagne, die Ludwig XII.  am 8. Januar 1499 ehelichte. Sie war durch ihren alten Ehevertrag, falls kein Dauphin überlebt hatte, zu einer Ehe mit dem Thronfolger verpflichtet. Politisch relevant war die Ehe mit Anne, da sie das Herzogtum Bretagne an die Krone Frankreichs band und somit der Konsolidierung des Königreichs den letzten großen Stein beifügte.
Mit der 1499 geborenen Tochter Claude taktierte Ludwig XII., indem er nach der Eroberung des Reichslehens Mailand und angesichts der offenen Burgundischen Frage Maximilian und Philipp von Burgund mit Verlobungsverträgen band. Diese nicht eingelöste und durch Geheimtestamente sogar verbotene Verbindung hätte Claude mit dem 1500 geborenen Karl V. zusammengeführt. Tatsächlich zielte Ludwig XII. auf eine Verbindung seiner Tochter mit seinem Neffen Francois d’Angoulême, der, falls der König ohne Söhne blieb, Thronfolger Frankreichs war.
Im November 1500 verfügte ein Geheimvertrag zwischen Ludwig XII. von Frankreich und Ferdinand II. von Aragonien das Königreich Neapel der Trastámara-Aragón aufzuteilen und Friedrich IV. von Neapel aus dem Königtum zu vertreiben. Nach dem Siegeszug – den französische Hauptleute führten – entzweite sich allerdings der Spanier von der Übereinkunft, ehe die Franzosen in der Schlacht von Cerignola im Frühjahr und in der Schlacht am Garigliano im Dezember 1503 geschlagen und der italienische Süden verloren war. Daneben hatte Ludwig XII. den im August 1503 verstorbenen Alexander VI. und dessen Sohn Cesare Borgia in Mittelitalien erstarken lassen, so dass die französische Macht nach dem päpstlichen Bündniswechsel des Papstes Julius II. bereits ins Wanken gebracht worden war.
Der Waffenstillstand von Lyon leitete ab dem Februar 1504 zu einer Aufteilung Italiens zwischen einem französischen Norden und einem spanischen Süden über und hatte im Juni 1507 im Akkord von Savona, wo Ludwig XII. persönlich auf Ferdinand von Aragón traf, vollendete Form. Wenig später verband der König von Frankreich seine Nichte Germaine de Foix mit dem verwitweten Ferdinand von Aragon und legte die Erbfrage Neapels bei, während er in Aussicht auf neue Nachkommen seines Bundesgenossen zugleich der Erbanwartschaft des Hauses Habsburg auf die spanischen Kronen zu verhindern versuchte.
1506/07 hatte bereits eine von Ludwig persönlich niedergeschlagene Rebellion Genuas die französische Macht erschüttert. Ein Italienzug von Maximilian scheiterte im Frühjahr 1508 an dem seit 1499 mehr oder weniger beständigen Bündnis mit Venedig. Sodann suchte die Liga von Cambrai noch im Verein mit Ferdinand und Maximilian, die Lagunenrepublik, die bislang an den Kriegen der Potentaten profitiert hatte, zu strafen: Ludwig persönlich schlug die Venezianer 1509 bei Agnadello.
Schicksalhaft war nach dem Sieg über Venedig, dass Papst Julius II. das Bündnis von Cambrai bzw. seine sachliche Teilhabe hinter sich ließ und sich mit den Venezianern verbündete. Dies gipfelte nach päpstlichen Provokationen in der sog. Heiligen Liga, die Ferdinand zum Abfall brachte und Heinrich VIII. von England im Norden drohen ließ: Obwohl die Franzosen in der Schlacht bei Ravenna im April 1512 gesiegt hatten, brach ihre Macht nach dem Tod ihres Feldherren Gaston de Foix (Nemours) in Italien zusammen. Gleichfalls ging an den Pyrenäen das Klientelkönigreich von Navarra an die Spanier durch die Teilung Navarras zwischen Spanien und Frankreich verloren.

Litterae super abrogatione pragmatice sanctionis, 1512

Nach der Vertreibung aus der Lombardei scheiterte die Revision der Franzosen 1513 bei Novara an den Schweizern, ehe ihr Vorstoß gegen Burgund nur knapp mit einem fingierten Akkord abgewandt werden konnte. In der Schlacht von Guinegate waren die Franzosen gegen Kaiser Maximilian I. und König Heinrich VIII. gleichfalls unterlegen und wurden nur durch die Invasion Jakobs von Schottland in England gerettet. Um die Engländer auszusöhnen, heiratete Ludwig XII., der seit dem Januar 1514 verwitwet war, am 9. Oktober des Jahres die blutjunge Mary von England, eine Schwester von Heinrich VIII.
Ohne männliche Nachkommen verstarb Ludwig XII. von Frankreich nach einigen Tagen des Deliriums am 1. Januar 1515. Nach seinem Tod zog über Paris ein Sturm auf, was in populärer Wahrnehmung das Zeichen eines großen Ereignisses war oder sein konnte.
Er wurde in der Grablege der französischen Könige, der Kathedrale von Saint-Denis, beigesetzt. Bei der Plünderung der Königsgräber von Saint-Denis während der Französischen Revolution wurde sein Grab am 18. Oktober 1793 geöffnet und seine Überreste in einem Massengrab außerhalb der Kirche beerdigt.

## Nachkommen
Folgende Kinder stammen aus der Ehe mit Anne de Bretagne:
- Claude de France (* 13. Oktober 1499; † 20. Juli 1524)  ⚭ Franz I., Schwiegersohn (1514) und Nachfolger
- ein Sohn (*/† 1503)
- ein Sohn (*/† 1508)
- Renée de France (1510–1574) ⚭ 1528 Ercole II. d’Este, Sohn der Lucrezia Borgia
- ein Sohn (*/† 1512)